# Aeropuerto de Punta Islita
El Aeropuerto de Punta Islita (IATA: PBP, OACI: MRIA) es un aeropuerto que sirve al pueblo de Punta Islita, Costa Rica. Durante la temporada lluviosa, se recomienda viajar por aire debido a las malas condiciones de los caminos.

## Servicios programados
- Nature Air (San José)
- SANSA (San José)

## Vuelos charter
- Paradise Air (San José)
- Carmonair (San José)
- Aviones Taxi Aéreo S. A. (San José)
- Prestige Wings S.A (San José)

## Accidentes e incidentes
- El 31 de diciembre de 2017, una aeronave propiedad de Nature Air se estrelló luego de despegar del aeródromo de Punta Islita, murieron 12 personas, entre ellas 10 estadounidenses y los dos pilotos costarricenses. La investigación está abierta.

- El 28 de marzo de 2018, una aeronave de Aerobell Flight School se precipitó a tierra luego de despegar del aeródromo de Punta Islita, el instructor y el estudiante perecieron en el accidente.